# Chengdong (socken i Kina, Sichuan)
Chengdong (kinesiska: 城东乡, 城东) är en socken i Kina. Den ligger i provinsen Sichuan, i den sydvästra delen av landet, omkring 110 kilometer sydväst om provinshuvudstaden Chengdu. Antalet invånare är 8 390. Befolkningen består av 4 172 kvinnor och 4 218 män. Barn under 15 år utgör 14,0 %, vuxna 15-64 år 74 %, och äldre över 65 år 11,0 %.
Genomsnittlig årsnederbörd är 1 442 millimeter. Den regnigaste månaden är juli, med i genomsnitt 387 mm nederbörd, och den torraste är januari, med 12 mm nederbörd.